# Monomma fortepunctatum
Monomma fortepunctatum es una especie de coleóptero de la familia Monommatidae.

## Distribución geográfica
Habita en los territorios que antes se llamaban Rodesia.